# Урмаево (Аликовский район)
Урма́ево (чув. Урмай) — деревня в Аликовском муниципальном округе Чувашской Республики. Входила в состав Аликовского сельского поселения до его упразднения в 2022 году.

## Общие сведения о деревне

### География
Урмаево расположено юго-западнее административного центра Аликовского района на 2,5 км. Рядом проходит автомобильная дорога Аликово — Красные Четаи, протекает река Абасирма.

### Климат
Климат умеренно континентальный с продолжительной холодной зимой и тёплым летом. Средняя температура января −12,9 °C, июля 18,3 °C. За год в среднем выпадает до 552 мм осадков.

### Демография
Население 109 — человек (2006), из них большинство мужчины (56).
К 1897 году в деревне проживали 81 мужчина и 93 женщин, в 1907 году проживали 201 человек, 1926 — 48 дворов, 223 человек.

## Знаменитые уроженцы
- Алексеев Юрий Николаевич — заслуженный учитель Чувашской Республики.

## Связь и средства массовой информации
- Связь: ОАО «Волгателеком», Би Лайн, МТС, Мегафон. Развит ADSL-интернет.
- Газеты и журналы: Аликовская районная газета «Пурнăç çулĕпе» — «По жизненному пути»[4] на чувашском и русском языках.
- Телевидение: население использует эфирное и спутниковое телевидение, кабельное телевидение отсутствует. Эфирное телевидение позволяет принимать национальный канал на чувашском и русском языках.